# جمعية توغو الوطنية
جمعية توغو الوطنية (بالإنجليزية: National Assembly)‏ هي الهيئة التشريعية في توغو، وتتكون من 81 مقعداً، يقع المقر الرئيسي لها في لومي.